# Paralía Milátou
Paralía Milátou är en ort i Grekland.   Den ligger i prefekturen Nomós Lasithíou och regionen Kreta, i den sydöstra delen av landet, 300 km sydost om huvudstaden Aten. Paralía Milátou ligger 1 meter över havet och antalet invånare är 1 259.
Terrängen runt Paralía Milátou är varierad. Havet är nära Paralía Milátou åt nordväst.Runt Paralía Milátou är det ganska glesbefolkat, med 47 invånare per kvadratkilometer. Närmaste större samhälle är Mália, 10,2 km väster om Paralía Milátou. 